# Seongjong de Joseon
Seongjong de Joseon (19 de agosto de 1457-20 de enero de 1495), nombre personal Yi Hyeol (en coreano, 이혈; hanja :李娎), fue el noveno gobernante de la dinastía Joseon de Corea. Antes de suceder a su tío, el rey Yejong, era conocido como el Gran Príncipe Jalsan (en coreano, 잘산대군; hanja: 乽山大君).

## Biografía

### Primeros años de vida
Yi Hyeol nació como el segundo hijo del príncipe heredero Yi Jang y la princesa heredera Su del clan Cheongju Han. Su padre murió pocos meses después de su nacimiento. En 1461 fue nombrado príncipe Jasan (자산군), que se cambió a príncipe Jalsan (잘산군) en 1468.
En 1467 se casó con Han Song-yi, la hija menor de Han Myeong-hoe. Una de las hermanas mayores de ella fue la difunta princesa heredera Jangsun, primera esposa del rey Yejong.
A pesar de tener un hermano mayor y a su tío que tenía descendencia, Jalsan fue elegido como sucesor y se convirtió en el hijo adoptivo del rey Yejong y su segunda esposa, la reina Han (conocida póstumamente como la reina Ansun).
Después de ascender al trono, su padre biológico fue honrado con el nombre del templo «Deokjong» (덕종, 德宗), mientras que su madre se convirtió en reina y recibió el nombre honorífico de «Insu» (인수, 仁粹).

### Reinado
Dado que Seongjong tenía solo 12 años cuando fue coronado, su abuela, la Gran Reina Viuda Jaseong, gobernó la nación junto con su madre biológica, la Reina Insu, y su tía (y madre adoptiva), la Reina Viuda Inhye. En 1476, a la edad de 19 años, comenzó a gobernar el país en su propio nombre.
Después de la muerte de su primera esposa en 1474, Seongjong decidió promover a una de sus concubinas, Yun, al estatus de esposa principal y reina.
Su reinado estuvo marcado por la prosperidad y el crecimiento de la economía, basado en las leyes establecidas por Taejong, Sejong y Sejo. Él mismo era un gobernante dotado. En 1474 se completó y entró en vigor el Gran Código para la Administración del Estado, iniciado por su abuelo. Seongjong también ordenó revisiones y mejoras al código.
Amplió enormemente la Oficina de Asesores Especiales (Hongmungwan; 홍문관, 弘文館), un consejo asesor del rey, que también sirvió como biblioteca real e instituto de investigación; reforzó las Tres Oficinas (Samsa; 삼사, 三司) es decir la Oficina del Inspector General (Saheonbu), la Oficina de Censores (Saganwon) y la Oficina de Asesores Especiales (Hongmungwan), como mecanismo de control y equilibrio en la corte real. Por primera vez desde Sejong el Grande, los eruditos confucianos cuyas opiniones políticas chocaban con las de los funcionarios conservadores (miembros de la nobleza que habían ayudado a Taejong y Sejo en su ascenso al poder) fueron llevados ante los tribunales. Al nombrar administradores capaces independientemente de sus puntos de vista políticos, Seongjong hizo que su gobierno fuera más efectivo y sus políticas dieron como resultado muchas innovaciones positivas, aumentando su número de seguidores.
El propio rey era un artista e intelectual, aficionado a discutir sobre los asuntos políticos más delicados con los eruditos más liberales. Fomentó la publicación de numerosos libros sobre geografía y etiqueta social, así como áreas de conocimiento que beneficiaban a la gente común.
Bajo el reinado de Seongjong se promulgó la «Prohibición del nuevo matrimonio de viudas» (1477), que fortaleció el estigma social preexistente contra las mujeres que se volvían a casar al prohibir que sus hijos ocuparan cargos públicos. En 1489, Yi Gu-ji, una mujer del clan real, se suicidó por orden suya y fue borrada de los registros familiares, cuando se descubrió que había cohabitado con su esclava tras enviudar.
En 1491 Seongjong inició una campaña militar contra los Yurchen en la frontera norte, como muchos de sus predecesores. Dirigida por el general Heo Jong (허종, 許琮), la campaña fue un éxito, y los Yurchen derrotados, bajo el mando de Udige (兀狄哈) se retiraron al norte del río Amrok.

### Muerte
Murió en enero de 1495 y está enterrado en el sur de Seúl. La tumba se conoce como Seonneung (선릉) y 35 años después, su tercera esposa, la reina Jeonghyeon, también fue enterrada aquí. Seongjong fue sucedido por su hijo, el príncipe heredero Yi Yung.

## Familia
- Padre biológico: Rey Deokjong de Joseon (조선 덕종) (1438-2 de septiembre de 1457).[5]
  - Abuelo: Rey Sejo de Joseon (조선 세조) (2 de noviembre de 1417-23 de septiembre de 1468).
  - Abuela: Reina Jeonghui, del clan Papyeong Yun (정희왕후 윤씨) (8 de diciembre de 1418-6 de mayo de 1483).
- Padre adoptivo: Rey Yejong de Joseon (조선 예종) (12 de febrero de 1450-31 de diciembre de 1469).
- Madre biológica: Reina Sohye, del clan Cheongju Han (소혜왕후 한씨) (7 de octubre de 1437-11 de mayo de 1504)[6][7][8][9][10][11]
  - Abuelo: Han Hwak (한확) (1400-11 de septiembre de 1456).
  - Abuela: Hong, del clan Namyang Hong (남양 홍씨) (1403-1450).
- Madre adoptiva: Reina Ansun, del clan Cheongju Han (안순왕후 한씨) (18 de abril de 1445 - 3 de febrero de 1499).

Consortes y sus respectivos descendientes:
1. Reina Gonghye, del clan Cheongju Han (공혜왕후 한씨) (8 de noviembre de 1456-30 de abril de 1474)[12][13][14][15][16] - sin descendencia.
2. Reina depuesta Yun, del clan Haman Yun (폐비 윤씨) (15 de julio de 1455-29 de agosto de 1482).[17][18][19][20]
  1. Yi Hyo-shin (이효신) (1474-1475), primer hijo.[21]
  2. Príncipe heredero Yi Yung (왕세자 이융) (23 de noviembre de 1476-20 de noviembre de 1506), segundo hijo.[22]
  3. Tercer hijo (?-1479).
3. Reina Jeonghyeon, del clan Papyeong Yun (정현왕후 윤씨) (21 de julio de 1462-13 de septiembre de1530).[23][24][25][26]
  1. Princesa Sunsuk (순숙공주) (1478-14 de julio de 1488), primogénita.[27][28]
  2. Octava hija (1485-1486).
  3. Yi Yeok, Gran príncipe Jinseong (진성대군 이역) (16 de abril de 1488-29 de noviembre de 1544), duodécimo hijo.
  4. Decimocuarta hija (1490-1490).
4. Consorte real Myeong del clan Andong Gim (명빈 김씨)[29][30][31]
  1. Princesa Hwisuk (휘숙옹주), cuarta hija.[32][33]
  2. Princesa Gyeongsuk (경숙옹주) (1483-?), séptima hija.[34][35]
  3. Undécimo hijo.[36]
  4. Yi Jong, Príncipe Musan (무산군 이종) (1490-1525), decimoséptimo hijo.[37]
  5. Princesa Hwijeong (휘정옹주), duodécima hija.[38][39][40]
  6. Vigésimo hijo.
5. Consorte real Gwi-in del clan Chogye Jeong (귀인 정씨) (?-1504).[41][42][43][44]
  1. Yi Hang, príncipe Anyang (안양군 이항) (1480-1505), quinto hijo.[45][46][47]
  2. Princesa Sukshin (숙신옹주) (?-1487/1489), tercera hija.[48][49]
  3. Yi Bong, príncipe Bongan (봉안군 이봉) (1482-1505), octavo hijo.[50]
  4. Princesa Jeonghye (정혜옹주) (1490-6 de agosto de 1507), trigésima hija.[51]
6. Consorte real Gwi-in, del clan Yeongwol Eom (귀인 엄씨) (-1504).[52][53][54][44]
  1. Princesa Gongsin (공신옹주) (1481-1549), quinta hija.[55]
7. Consorte real Gwi-in, del clan Andong Gwon (귀인 권씨) (1471-1500).[56]
  1. Yi Byeon, príncipe Jeonseong (전성군 이변) (1490-1505), decimosexto hijo.[57][58]
8. Consorte real Gwi-in, del clan Uiryeong Nam (귀인 남씨).[56][59][60]
9. Consorte real So-ui, del clan Yi (소의 이씨).[61]
10. Consorte real Sug-ui, del clan Jinju Ha (숙의 하씨).[62][63]
  1. Yi Sun, príncipe Gyeseong (계성군 이순) (1478-1504), cuarto hijo.[64]
11. Consorte real Sug-ui, del clan Namyang Hong (숙의 홍씨) (1457-1510).[65][66]
  1. Princesa Hyesuk (혜숙옹주) (1478 – ?), Segunda hija.[67][68][69]
  2. Yi Su, príncipe Wanwon (완원군 이수) (1480-1509), sexto hijo.[70][71]
  3. Yi Yeom, príncipe Hoesan (회산군 이염) (1481-1512), séptimo hijo.[72][73]
  4. Yi Don, príncipe Gyeonseong (견성군 이돈) (1482-1507), noveno hijo.[74]
  5. Princesa Jeongsun (정순옹주) (1486-?), novena hija.[75][76]
  6. Yi Hoe, Prince Ikyang (익양군 이회) (1 de julio de 1488-21 de enero de 1552), decimotercer hijo.[77][78][79][80]
  7. Yi Chim, príncipe Gyeongmyeong (경명군 이침) (1489-1526), decimoquinto hijo.[81][82][83]
  8. Yi In, príncipe Uncheon (운천군 이인) (1490-1524), decimonoveno hijo.[84][85]
  9. Yi Hui, príncipe Yangwon (양원군 이희) (1492-1551), vigésimo primer hijo.[86][87][88][89]
  10. Princesa Jeongsuk (정숙옹주) (1493-8 de febrero de 1573), decimoquinta hija.[90][91][92]
12. Consorte real Sug-ui, del clan Jeong (숙의 정씨).[93]
13. Consorte real Sug-ui, del clan Gim (숙의 김씨).[93]
14. Consorte real Sug-yong, del clan Cheongsong Shim (숙용 심씨) (1465-1515).[94][95]
  1. Princesa Gyeongsun (경순옹주) (1482-?), sexta hija.[96][97][98]
  2. Princesa Sukhye (숙혜옹주) (1486-1525), décima hija.[99]
  3. Yi Gwan, príncipe Iseong (이성군 이관) (1489-1552), decimocuarto hijo.[100][101]
  4. Yi Jeon, Prince Yeongsan (영산군 이전) (1490-11 de junio de1538), decimoctavo hijo.
15. Consorte real Sug-yong, del clan Gwon (숙용 권씨).[94]
  1. Yi Gyeong-seok (이견석) (1486-?), décimo hijo.[102]
  2. Princesa Gyeonghwi (경휘옹주) (1489-1525), undécima hija.[103][104][105]
16. Consorte real Sug-won, del clan Yun (숙원 윤씨) (?-1533).[106]

## Ascendencia
|  |                                                                                     |  |  |  |  |  |  |  |  |  |  |  |  |  |  |  |
|  | 16. Rey Taejong de Joseon (조선 태종)                                               |  |  |  |  |  |  |  |  |  |  |  |  |  |  |  |
|  |                                                                                     |  |  |  |  |  |  |  |  |  |  |  |  |  |  |  |
|  |                                                                                     |  |  |  |  |  |  |  |  |  |  |  |  |  |  |  |
|  | 8. Rey Sejong de Joseon (조선 세종)                                                 |  |  |  |  |  |  |  |  |  |  |  |  |  |  |  |
|  |                                                                                     |  |  |  |  |  |  |  |  |  |  |  |  |  |  |  |
|  |                                                                                     |  |  |  |  |  |  |  |  |  |  |  |  |  |  |  |
|  | 17. Reina Wongyeong del clan Yeoheung Min (원경왕후 민씨)                           |  |  |  |  |  |  |  |  |  |  |  |  |  |  |  |
|  |                                                                                     |  |  |  |  |  |  |  |  |  |  |  |  |  |  |  |
|  |                                                                                     |  |  |  |  |  |  |  |  |  |  |  |  |  |  |  |
|  | 4. Rey Sejo de Joseon (조선 세조)                                                   |  |  |  |  |  |  |  |  |  |  |  |  |  |  |  |
|  |                                                                                     |  |  |  |  |  |  |  |  |  |  |  |  |  |  |  |
|  |                                                                                     |  |  |  |  |  |  |  |  |  |  |  |  |  |  |  |
|  | 18. Shim On, Príncipe Interno Cheongcheon y Duque Anhyo (청천부원군 안효공 심온)    |  |  |  |  |  |  |  |  |  |  |  |  |  |  |  |
|  |                                                                                     |  |  |  |  |  |  |  |  |  |  |  |  |  |  |  |
|  |                                                                                     |  |  |  |  |  |  |  |  |  |  |  |  |  |  |  |
|  | 9. Reina Soheon del clan Cheongsong Shim (소헌왕후 심씨)                            |  |  |  |  |  |  |  |  |  |  |  |  |  |  |  |
|  |                                                                                     |  |  |  |  |  |  |  |  |  |  |  |  |  |  |  |
|  |                                                                                     |  |  |  |  |  |  |  |  |  |  |  |  |  |  |  |
|  | 19. Dama Ahn, del clan Sunheung (순흥 안씨)                                         |  |  |  |  |  |  |  |  |  |  |  |  |  |  |  |
|  |                                                                                     |  |  |  |  |  |  |  |  |  |  |  |  |  |  |  |
|  |                                                                                     |  |  |  |  |  |  |  |  |  |  |  |  |  |  |  |
|  | 2. Rey Deokjong de Joseon (조선 덕종)                                               |  |  |  |  |  |  |  |  |  |  |  |  |  |  |  |
|  |                                                                                     |  |  |  |  |  |  |  |  |  |  |  |  |  |  |  |
|  |                                                                                     |  |  |  |  |  |  |  |  |  |  |  |  |  |  |  |
|  | 20. Yun Seung-rye (윤승례)                                                          |  |  |  |  |  |  |  |  |  |  |  |  |  |  |  |
|  |                                                                                     |  |  |  |  |  |  |  |  |  |  |  |  |  |  |  |
|  |                                                                                     |  |  |  |  |  |  |  |  |  |  |  |  |  |  |  |
|  | 10. Yun Beon, Príncipe Interno Papyeong y Duque Jeongjeong (파평부원군 정정공 윤번) |  |  |  |  |  |  |  |  |  |  |  |  |  |  |  |
|  |                                                                                     |  |  |  |  |  |  |  |  |  |  |  |  |  |  |  |
|  |                                                                                     |  |  |  |  |  |  |  |  |  |  |  |  |  |  |  |
|  | 21. Dama Gwon, del clan Andong (안동 권씨)                                          |  |  |  |  |  |  |  |  |  |  |  |  |  |  |  |
|  |                                                                                     |  |  |  |  |  |  |  |  |  |  |  |  |  |  |  |
|  |                                                                                     |  |  |  |  |  |  |  |  |  |  |  |  |  |  |  |
|  | 5. Reina Jeonghui del clan Papyeong Yun (정희왕후 윤씨)                             |  |  |  |  |  |  |  |  |  |  |  |  |  |  |  |
|  |                                                                                     |  |  |  |  |  |  |  |  |  |  |  |  |  |  |  |
|  |                                                                                     |  |  |  |  |  |  |  |  |  |  |  |  |  |  |  |
|  | 22. Yi Mun-hwa, Duque Gongdo (공도공 이문화)                                        |  |  |  |  |  |  |  |  |  |  |  |  |  |  |  |
|  |                                                                                     |  |  |  |  |  |  |  |  |  |  |  |  |  |  |  |
|  |                                                                                     |  |  |  |  |  |  |  |  |  |  |  |  |  |  |  |
|  | 11. Dama Yi, del clan Incheon (인천 이씨)                                           |  |  |  |  |  |  |  |  |  |  |  |  |  |  |  |
|  |                                                                                     |  |  |  |  |  |  |  |  |  |  |  |  |  |  |  |
|  |                                                                                     |  |  |  |  |  |  |  |  |  |  |  |  |  |  |  |
|  | 23. Dama Choe, del clan Chungju (충주 최씨)                                         |  |  |  |  |  |  |  |  |  |  |  |  |  |  |  |
|  |                                                                                     |  |  |  |  |  |  |  |  |  |  |  |  |  |  |  |
|  |                                                                                     |  |  |  |  |  |  |  |  |  |  |  |  |  |  |  |
|  | 1. Seongjong de Joseon                                                              |  |  |  |  |  |  |  |  |  |  |  |  |  |  |  |
|  |                                                                                     |  |  |  |  |  |  |  |  |  |  |  |  |  |  |  |
|  |                                                                                     |  |  |  |  |  |  |  |  |  |  |  |  |  |  |  |
|  | 24. Han Nyeong (한녕)                                                               |  |  |  |  |  |  |  |  |  |  |  |  |  |  |  |
|  |                                                                                     |  |  |  |  |  |  |  |  |  |  |  |  |  |  |  |
|  |                                                                                     |  |  |  |  |  |  |  |  |  |  |  |  |  |  |  |
|  | 12. Han Yeong-jeong (한영정)                                                        |  |  |  |  |  |  |  |  |  |  |  |  |  |  |  |
|  |                                                                                     |  |  |  |  |  |  |  |  |  |  |  |  |  |  |  |
|  |                                                                                     |  |  |  |  |  |  |  |  |  |  |  |  |  |  |  |
|  | 6. Han Hwak, Príncipe Interno Seowon y Duke Yangjeol (서원부원군 양절공 한확)       |  |  |  |  |  |  |  |  |  |  |  |  |  |  |  |
|  |                                                                                     |  |  |  |  |  |  |  |  |  |  |  |  |  |  |  |
|  |                                                                                     |  |  |  |  |  |  |  |  |  |  |  |  |  |  |  |
|  | 26. Gim Yeong-ryeol (김영렬)                                                        |  |  |  |  |  |  |  |  |  |  |  |  |  |  |  |
|  |                                                                                     |  |  |  |  |  |  |  |  |  |  |  |  |  |  |  |
|  |                                                                                     |  |  |  |  |  |  |  |  |  |  |  |  |  |  |  |
|  | 13. Dama Gim, del clan Uiseong (의성 김씨)                                          |  |  |  |  |  |  |  |  |  |  |  |  |  |  |  |
|  |                                                                                     |  |  |  |  |  |  |  |  |  |  |  |  |  |  |  |
|  |                                                                                     |  |  |  |  |  |  |  |  |  |  |  |  |  |  |  |
|  | 3. Reina Sohye del clan Cheongju Han (소혜왕후 한씨)                                |  |  |  |  |  |  |  |  |  |  |  |  |  |  |  |
|  |                                                                                     |  |  |  |  |  |  |  |  |  |  |  |  |  |  |  |
|  |                                                                                     |  |  |  |  |  |  |  |  |  |  |  |  |  |  |  |
|  | 14. Hong Yeo-bang (홍여방)                                                          |  |  |  |  |  |  |  |  |  |  |  |  |  |  |  |
|  |                                                                                     |  |  |  |  |  |  |  |  |  |  |  |  |  |  |  |
|  |                                                                                     |  |  |  |  |  |  |  |  |  |  |  |  |  |  |  |
|  | 7. Dama Hong, del clan Namyang Hong (남양 홍씨)                                     |  |  |  |  |  |  |  |  |  |  |  |  |  |  |  |
|  |                                                                                     |  |  |  |  |  |  |  |  |  |  |  |  |  |  |  |
|  |                                                                                     |  |  |  |  |  |  |  |  |  |  |  |  |  |  |  |
|  | 15. Dama Jeong, del clan Dongnae (동래 정씨)                                        |  |  |  |  |  |  |  |  |  |  |  |  |  |  |  |
|  |                                                                                     |  |  |  |  |  |  |  |  |  |  |  |  |  |  |  |
|  |                                                                                     |  |  |  |  |  |  |  |  |  |  |  |  |  |  |  |

## En la cultura popular
- Interpretado por Yun Sun-hong en la película Eoudong de 1985.
- Interpretado por Yoon Yang-ha en la película de 1988 Diary of King Yeonsan.
- Interpretado por Hyun Suk en la serie de televisión de KBS de 1995 Jang Nok Soo.
- Interpretado por Lee Jin-woo en la serie de televisión King and Queen de KBS de 1998-2000.
- Interpretado por Yoo Seung-ho y Go Joo-won en la serie de televisión de SBS de 2007-2008 The King and I.
- Interpretado por Choi Won-hong y Baek Sung-hyun en la serie de televisión Insu, The Queen Mother de JTBC de 2011-2012.
- Interpretado por Choi Moo-sung en la serie de televisión de MBC de 2017 The Rebel .
- Interpretado por Kim Jeong-hak en la serie de televisión Queen for Seven Days de KBS2 de 2017.